# Yves Noël Balmer

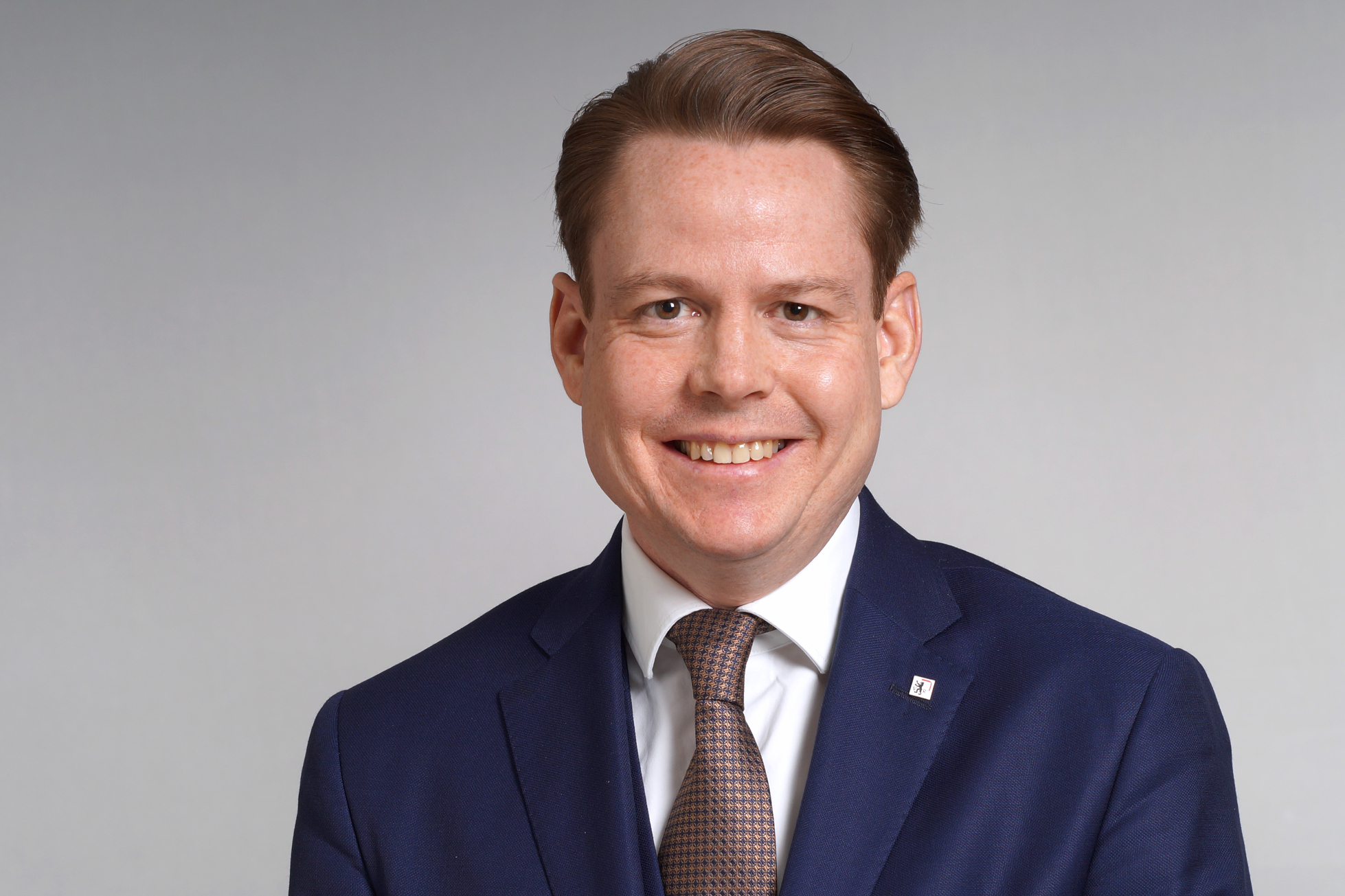
Yves Noël Balmer

Yves Noël Balmer (* 24. Dezember 1978 in Herisau; heimatberechtigt in Schüpfheim) ist ein Schweizer Politiker (SP).

## Leben
Yves Noël Balmer wuchs in Herisau auf. Nach einer Berufslehre im Bereich Fotografie schloss er 2003 eine Ausbildung zum diplomierten Betriebsökonom und 2006 ein Studium an der Fachhochschule Nordwestschweiz FHNW zum Marketingplaner ab. Nach einem Auslandaufenthalt in Finnland arbeitete Balmer bis 2019 als Leiter Vertrieb und Marketing bei der Peter Hahn AG in Herisau. Yves Noël Balmer ist verheiratet, Vater eines Kindes und lebt in Trogen.

## Politik
Yves Noël Balmer war von 2009 bis 2019 Mitglied des Einwohnerrats der Gemeinde Herisau.
2009 wurde Balmer in den Kantonsrat von Appenzell Ausserrhoden gewählt, dem er bis 2019 angehörte. Er war von 2011 bis 2019 Mitglied der Umwelt- und Gewässerschutzkommission sowie der Kommission für Finanzaufsicht und Finanzausgleich.
Balmer war von 2008 bis 2019 Präsident der SP Herisau und von 2010 bis 2019 Präsident der SP Appenzell Ausserrhoden. Seit 2019 ist er noch beratendes Vorstandsmitglied der SP Appenzell Ausserrhoden.
2019 wurde Yves Noël Balmer in den Regierungsrat des Kantons Appenzell Ausserrhoden gewählt. Er ist Vorsteher des Departements für Gesundheit und Soziales.
2023 bis 2025 war Balmer Landammann des Kantons Appenzell Ausserrhoden. Nach seinem Amtsvorgänger Matthias Weishaupt war er der zweite sozialdemokratische Landammann in der Geschichte des Kantons Appenzell Ausserrhoden.
In seiner Funktion als Vorsteher des Departements für Gesundheit und Soziales ist Balmer Präsident des Gesundheitsrates und Beirat im Forum BGM Ostschweiz sowie Mitglied der Aufsichtskommission und der Betriebskommission des Rehabilitationszentrums Lutzenberg, der Trägerdelegation der Stiftung Ostschweizer Kinderspital und der Verwaltungskommission der Ausgleichskasse und IV-Stelle Appenzell Ausserrhoden.